# Nehalennia
Nehalennia est une déesse pré-celtique ou  pré-germanique dont le culte fut protégé par les Romains au cours du IIe siècle et du IIIe siècle sur le territoire du peuple des Frisiavons - actuellement la province de Zélande aux Pays-Bas- dans la province de Germanie inférieure.
Elle était également connue chez les Gaulois.

## Topographie
Nehalennia (il existe plusieurs orthographes) était une déesse locale dont la principale fonction semble avoir été la protection des voyageurs, particulièrement ceux naviguant. L’essentiel de ce que l’on connaît d’elle provient des restes de pierres votives - près de 200 - qui ont été dégagées de l’Escaut oriental - l'Hellinium - depuis 1970.
Deux autres pierres votives consacrées à Nehalennia ont aussi été découvertes en Allemagne, à Cologne.
Enfin, un grand nombre de stèles votives dédiées à la déesse ont été retrouvées à Dombourg.

## Cultus Nehalenniae
On ne sait quand le culte de Nehalennia débuta ni quand il prit fin, mais il est généralement admis que son culte connut son apogée aux IIe et IIIe siècles après Jésus-Christ, alors qu'il y avait au moins deux et probablement trois temples situés dans la région de ce qui est maintenant la Zélande. À l’époque, l’endroit était un carrefour commercial important situé entre le Rhin et la Bretagne.
Elle aurait aussi un pouvoir sur le commerce, le transport maritime et, probablement l'horticulture et de la fécondité.
Elle est représentée par une jeune femme le plus souvent assise portant une capeline caractéristique sur ses épaules, élément probable de l'habillement du peuple des Frisiavons, ce vêtement n'apparaissant dans aucune autre région.
Les pierres votives découvertes la représentent assise avec un panier de pommes, un chien à son côté, parfois un sceptre à la main. Dans certaines représentations, elle pose un pied sur un bateau ou tient l’aviron d’un bateau.
La plupart des pierres votives sorties des eaux côtières autour de l’île de Walcheren étaient offertes à la déesse par des marchands revenant d’un voyage en Bretagne, en remerciement d’un voyage sûr. Certaines portent l’inscription latine « VSLM » : Votum Solvit Libens Merito, indiquant la réalisation d’un vœu, probablement accompli en échange d’un passage sûr.
Laisnel de la Salle rapporte que chez les Gaulois, on conduisait la jeune épouse en face d’une statue de Néhalennia juste après la célébration du mariage.
La déesse était représentée avec le visage volé, chargée d’une corbeille de fruits bien fournie et un chien se tenait à ses pieds. La statue était placée dans un bosquet ou une petite forêt à proximité du village.

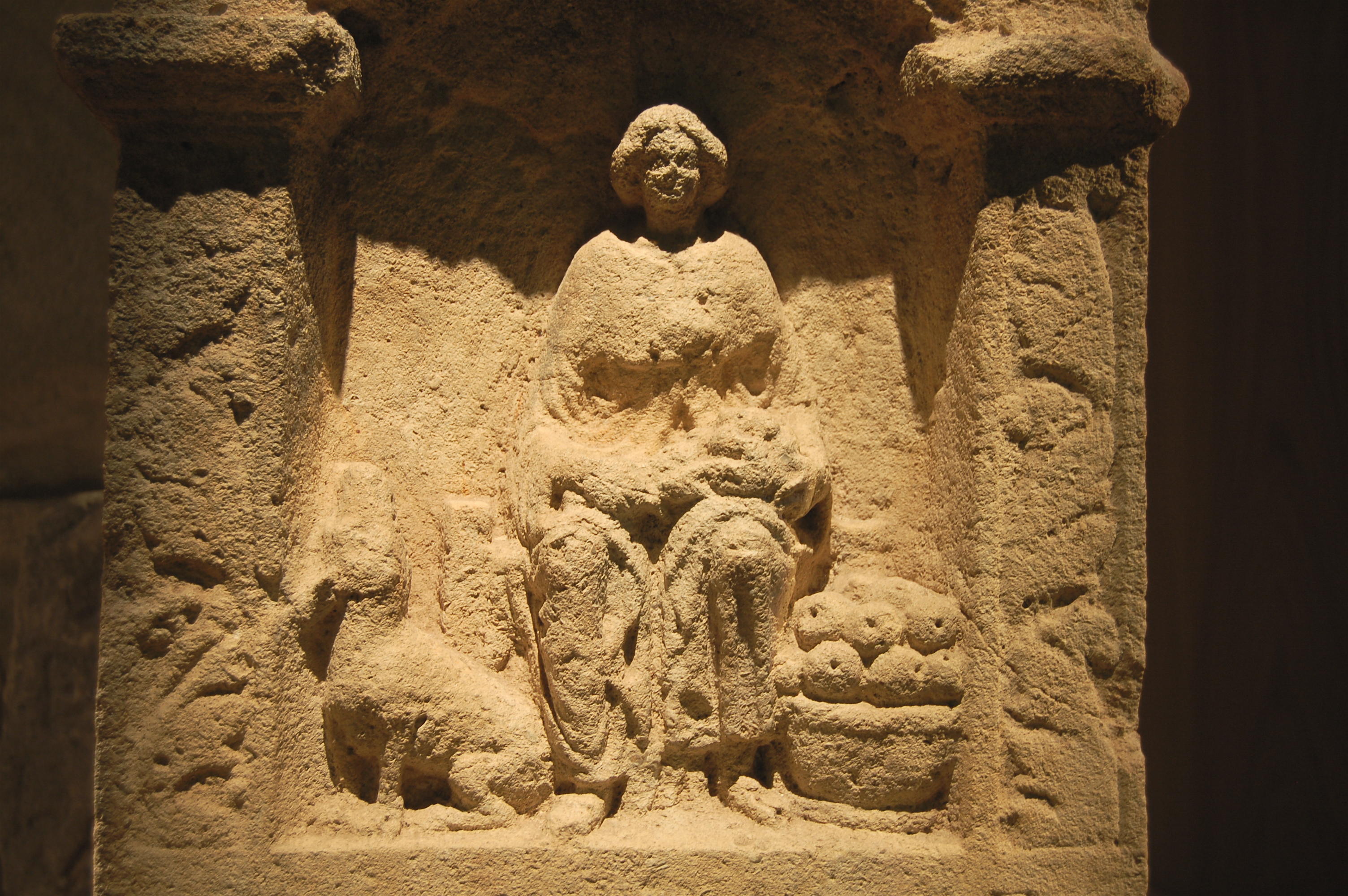
Stèle votive de la déesse Nehalennia, 150-250

Face à Néhalennia, la jeune épouse recevait une quenouille consacrée autour de laquelle était enroulé du chanvre puis elle filait quelques instants.
Les mythologues Servais Gale et Keisler rapportent que cette déesse protégeait les ménages. Le signifiant de ses attributs est assez explicite : le voile est le symbole de la pudeur, le chien représente la fidélité, les fruits l’abondance.
Le mot latin neo (« je file ») semble avoir contribué à la formation du nom de Néhalennia.
En août 2005, une réplique du temple de Nehalennia situé près de l’ancienne ville de Ganuenta a été inaugurée à Colijnsplaat.

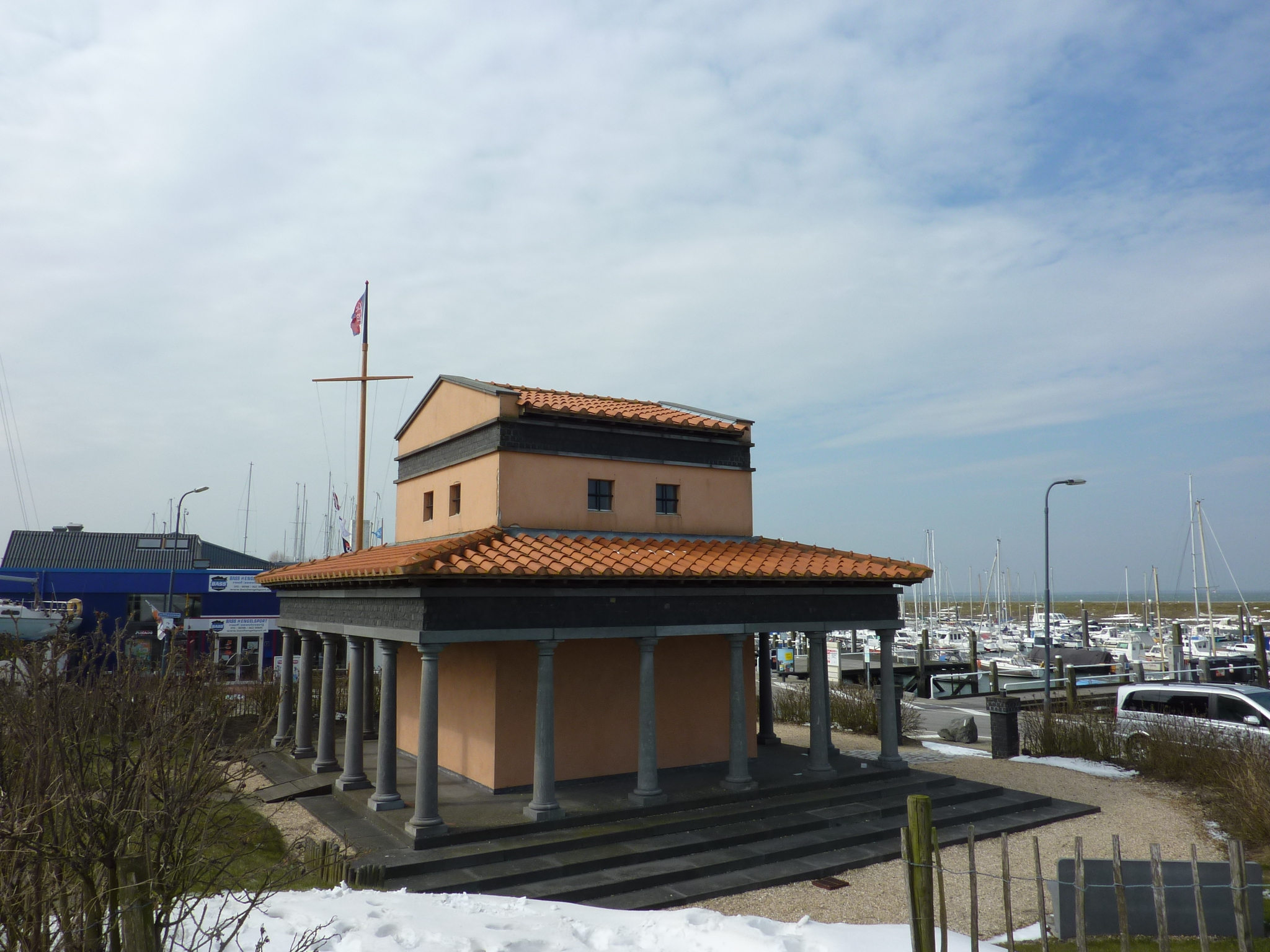
Réplique du temple à Colijnsplaat (2005)